# De Havilland DH.110 Sea Vixen
El De Havilland DH.110 Sea Vixen («zorra de mar» en inglés) fue un caza biplaza de la década de 1950, que sirvió en el Arma Aérea de la Flota, la sección aérea de la Marina Real británica.

## Desarrollo
El avión, conocido originalmente como De Havilland DH.110, fue diseñado en un principio, tanto para la RAF como para el Arma Aérea de la Flota (FAA) como caza todo tiempo armado con misiles. El Almirantazgo había realizado una petición por un caza de defensa que reemplazase al Sea Venom. Sin embargo, la RAF escogió al Javelin, un rival del DH.110, después de decidir que el Javelin era un avión más barato y sencillo. A pesar de ello, De Havilland continuó con el proyecto, y a finales de la década de 1950, la Marina Real realizó un pedido y el avión entró en servicio con el FAA.
El prototipo realizó su primer vuelo el 26 de septiembre de 1951, pilotado por John Cunningham. Sin embargo, al siguiente año, el 6 de septiembre de 1952, en el Salón Aeronáutico de Farnborough, el avión se desintegró al traspasar la barrera del sonido, acabando con la vida de 31 personas, incluyendo los dos tripulantes, el piloto de pruebas John Derry y Tony Richards. Debido al accidente, se realizaron una serie de modificaciones en el otro prototipo. 
El 20 de junio de 1955, un prototipo, parcialmente navalizado para la versión de serie, efectuó su primer vuelo. En 1956, el avión realizó su primer apontaje en el portaaviones HMS Ark Royal, y al año siguiente, el primer Sea Vixen, el Sea Vixen FAW.20, realizó su primer vuelo, siendo posteriormente redesignado como FAW.1. En julio de 1959, los primeros Sea Vixen entraron en servicio con el Arma Aérea de la Flota.
El FAW.2 fue el sucesor del FAW.1 e incluía nuevas mejoras. Además de poder llevar misiles Firestreak, podía utilizar misiles aire-aire Red Top, cuatro depósitos de cohetes SNEB y misiles aire-tierra AGM-12 Bullpup. Una cola más larga permitía llevar depósitos de combustibles adicionales, había un sistema de eyección mejorado y mayor espacio para equipo de contramedidas electrónicas. Sin embargo, los cambios en la aerodinámica supusieron la imposibilidad de utilizar bombas de 450 kg.
El FAW Mk.2 realizó su primer vuelo en 1962 y entró en servicio en los escuadrones de línea en 1964, con un total de 29 unidades fabricadas y 67 antiguos FAW.1 reconvertidos al estándar del FAW.2. EL FAW.1 empezó a ser retirado en 1966. Visualmente, el FAW.1 y el FAW.2 se pueden distinguir por los botalones de las colas, que se extienden por delante de las tomas de las alas en el FAW.2.
En 1972, la carrera del FAW.2 se daba por finalizada. Se planeó reemplazar a los Sea Vixen con McDonnell Douglas Phantom FG.1, y tanto el HMS Ark Royal como el HMS Eagle serían reequipados para disponer de los nuevos aviones. Sin embargo, debido a recortes presupuestarios, se descomisionó al HMS Eagle y sólo se modificó el HMS Ark Royal.
Una pequeña cantidad de Sea Vixen fue designada Sea Vixen D.3 como aviones no tripulados, aunque no fueron utilizados en esa tarea y otros aviones se convirtieron en Sea Vixen TT.2 como remolcadores de blancos.

## Diseño
El Sea Vixen tenía un diseño de cola doble similar a los Sea Vampire y Sea Venom, siendo este último sustituido por este modelo. Fue el primer avión británico de alas en flecha armado únicamente con misiles, cohetes y bombas. El FAW Mk.1 estaba armado con cuatro misiles aire-aire Firestreak, dos contenedores de cohetes Microcell de 51 mm y capacidad para cuatro bombas de 225 kg o dos de 450 kg. Estaba propulsado con dos turborreactores Rolls-Royce Avon 208 de 50 kN de empuje y alcanzaba los 1110 km/h, con una autonomía de 1000 km.
El diseño original del DH.110 sí podía ser equipado con cañones. Los experimentos que se realizaron con cañones ADEN mostraron que los disparos causaba problemas a la montura, debido a las fuerzas de retroceso. De todas las ideas que se intentaron, la única solución viable era utilizar bloques de madera para absorber las fuerzas de retroceso, convirtiendo al Sea Vixen en el último avión británico que utilizaba madera en su construcción. Los cañones fueron eliminados rápidamente en favor de los misiles.
Un aspecto visual del Sea Vixen era que la cabina del piloto estaba trasladada hacia la izquierda. El otro tripulante, el navegador, se situaba a la derecha, dentro del fuselaje, un lugar denominado como "Coal Hole" (Agujero de Carbón) por sus tripulantes y al que se accedía mediante una escotilla superior y que sólo tenía una pequeña ventanilla.

## Historia operacional

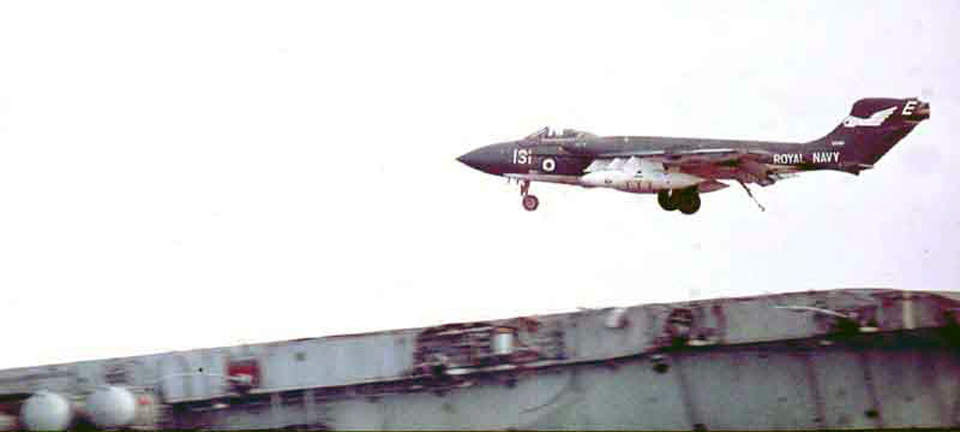
Sea Vixen aterrizando en el HMS Eagle en 1970.

Aunque el Sea Vixen no estuvo involucrado en guerras auténticas durante su carrera en el arma Aérea de la Flota, sí sirvió en varias operaciones. En 1961, el presidente Abdul Karim Qasim de Irak amenazó con anexionar el estado vecino de Kuwait, que consideraba parte de Irak. Kuwait pidió rápidamente ayuda exterior y el Reino Unido, en respuesta a la petición, llevó barcos a la zona, incluyendo dos portaaviones. Los Sea Vixen embarcados fueron utilizados para realizar vuelos de patrulla.
En enero de 1964 estalló la violencia en Tanganica, cuando el I y II Regimiento de Rifles de Tanganica se amotinaron contra los oficiales y suboficiales británicos que, a pesar de que Tanganica era independiente, aún comandaban las fuerzas. Los amotinados también capturaron al Alto Comisario británico y el aeropuerto de la capital, Dar es Salaam. La respuesta británica fue el envío del portaaviones ligero HMS Centaur, acompañado con el Comando 45 de los Royal Marines. Los Sea Vixen del Centaur realizaron varias misiones, proporcionando cobertura a los marines que aterrizaban en Tanganica en helicópteros. La operación para recuperar la estabilidad en Tanganica fue un éxito. Ese mismo año, los Sea Vixen volvieron al Golfo Pérsico para, esta vez, apoyar a fuerzas británicas contra tribus rebeldes de Radfan, Yemen.
Los Sea Vixen continuaron en servicio durante el resto de los años 60. Realizaron misiones durante el despliegue en Beira, una misión de la Armada Real para impedir que el petróleo llegase a Rodesia a través de la entonces colonia portuguesa de Mozambique. Los aviones volvieron a Oriente Próximo en 1967, para cubrir la retirada en Adén.
El Sea Vixen también fue utilizado para realizar acrobacias aéreas, creándose dos grupos: el Simon Circus y Fred's Five. Un Sea Vixen (G-CVIX) continuaba en 2004 volando para la empresa Red Bull. Otros aviones permanecen en buenas condiciones pero sin capacidad de volar y se exhiben en distintos museos, la mayoría de ellos, británicos.

## Variantes
Sea Vixen FAW Mk.2
Versión mejorada, con capacidad de combustible aumentada en las secciones delanteras de los largueros de cola, que se extendieron por delante del ala; podía llevar cuatro misiles Red Top en vez de los Firestreak del Mk.1, dos ejemplares de este modelo, convertidos a partir de Mk.1, volaron en junio de 1962 y el 17 de agosto, y más tarde fueron convertidos al estándar Sea Vixen FAW Mk.2 en la factoría de Chester; 14 Mk.1 fueron completados como Mk.2 y otros 15 Mk.2 fueron de nueva construcción; se realizaron 67 conversiones a partir de Mk.1; el Sea Vixen FAW Mk.2 entró en servicio con el 899 Squadron en diciembre de 1963; un año después embarcó a bordo del HMS Eagle y formó parte de su dotación aérea hasta 1972.

## Especificaciones (Sea Vixen FAW Mk.2)
Referencia datos: The Great Book of Fighters (Datos en Inglés)

### Características generales
- Tripulación: Dos (piloto y operador de radar)
- Longitud: 17 m (55,8 ft)
- Envergadura: 15,5 m (51 ft)
- Altura: 3,3 m (10,8 ft)
- Superficie alar: 60,2 m² (648 ft²)
- Peso vacío: 12 680 kg (27 946,7 lb)
- Peso cargado: 18 860 kg (41 567,4 lb)
- Planta motriz: 2× turborreactor Rolls-Royce Avon MK.208.
  - Empuje normal: 50 kN (5099 kgf; 11 241 lbf) de empuje cada uno.

### Rendimiento
- Velocidad máxima operativa (Vno): 1110 km/h (690 MPH; 599 kt) Mach 0,91 a nivel del mar
- Alcance: 1270 km (686 nmi; 789 mi)
- Techo de vuelo: 21 970 m (72 080 ft)
- Régimen de ascenso: 46 m/s (9055 ft/min)
- Carga alar: 313 kg/m² (64,1 lb/ft²)
- Empuje/peso: 0.54

### Armamento
- Puntos de anclaje: 6 con una capacidad de 2500 kg, para cargar una combinación de:  
  - Bombas: 

    - 1x bomba nuclear táctica Red Beard
    - 4 de 227 kg

  - Cohetes: 

    - 4x contenedores Matra de 18 tubos con cohetes SNEB de 68 mm

  - Misiles: 

    - Misiles aire-aire
      - 4x Red Top
      - 4x Firestreak

## Aeronaves relacionadas

### Desarrollos relacionados
- De Havilland Vampire
- De Havilland Sea Venom

### Aeronaves similares
- Avro Canada CF-100 Canuck
- Douglas F3D Skyknight
- McDonnell F3H Demon
- Northrop F-89 Scorpion

### Secuencias de designación
- Secuencia DH._ (interna de De Havilland): ← DH.107 - DH.108 - DH.109 - DH.110 - DH.111 - DH.112 - DH.113 →